# Hamilton (musical)
Hamilton: An American Musical es un musical sobre la vida de Alexander Hamilton, uno de los padres fundadores de los Estados Unidos; con letras, música y guion de Lin-Manuel Miranda. El espectáculo, inspirado en la biografía de 2004, Alexander Hamilton del historiador Ron Chernow, ha logrado un gran éxito en crítica y taquilla. Miranda describió Hamilton como, "El Estados Unidos de entonces, explicado por el Estados Unidos de ahora".
El musical debutó en febrero de 2015 en el Teatro Público de Nueva York, hasta agosto del mismo año; cuando fue trasladado al teatro Richard Rodgers del circuito de Broadway, donde logró gran éxito en críticas y en taquilla.
La producción de 2015 fue acusada de racismo por emplear a un solo actor blanco, Jonathan Groff, el villano de la obra, y de promover la invisibilidad social de los próceres del país, quienes en realidad fueron todos blancos; la selección del reparto en 2016 pedía "actores no blancos" para los roles protagónicos. Entre los principales reconocimientos de la producción está haber ganado once premios Tony, un Grammy a mejor musical, un Pulitzer a mejor drama y siete premios Drama Desk.

## Inicios
El inicio del musical se dio cuando en 2008 Lin-Manuel Miranda leyó un libro escrito por el historiador Ron Chernow titulado Alexander Hamilton, biografía del padre fundador.
Esto le llevó a escribir un musical, el cual tardó 7 años en realizar, sacándolo a la luz en 2015, cuando él se presentó en "La noche de Poesía" de la Casa Blanca, para el presidente Barack Obama y su esposa. 
La canción presentada se llamó "Alexander Hamilton", la cual fue parte de lo que Miranda llamó "The Hamilton Mixtape". 
En el momento de presentar la canción, Lin-Manuel explicó de lo mucho que trabajó en preparar este musical.

## Trama
Cuenta las experiencias de Alexander Hamilton a lo largo de su vida, dividido en dos actos; acompañado también de cómo variadas figuras históricas influyeron en su vida, tales como Aaron Burr, John Laurens, Hercules Mulligan, Marqués de La Fayette, Elizabeth Schuyler Hamilton, Angelica Schuyler Church, Peggy Schuyler, Philip Hamilton y figuras políticas e históricas importantes como el primer presidente de los Estados Unidos, George Washington, James Madison y Thomas Jefferson.

### Primer acto
Comienza contando los inicios de Hamilton, huérfano proveniente de San Cristóbal y Nieves ("Alexander Hamilton"). Al llegar a Nueva York en 1776 como inmigrante, conoce a Aaron Burr, prominente graduado de Leyes de la Universidad de Princeton. Hamilton admira a Burr, esperando poder graduarse de la misma universidad para luego unirse a la revolución. Aaron Burr es también un revolucionario; sin embargo, le advierte a Hamilton que debe ser discreto en sus convicciones por su seguridad, lo que él rechaza ("Aaron Burr, Sir"). En ese momento conoce a John Laurens, Marqués de La Fayette y Hercules Mulligan, quienes quedan sorprendidos con su oratoria ("My shot"), comparten sus ideales y se unen a la revolución ("The Story of Tonight"). Paralelamente, conocemos a las hermanas Schuyler, Angelica, Eliza y Peggy, hijas de Philip Schuyler, un acaudalado general y luego senador. Angelica, adelantada a su tiempo, le señala a sus hermanas su interés por participar más activamente. Aaron Burr intenta cortejarla, pero ella lo rechaza ("The Schuyler Sisters"). 
Samuel Seabury, primer obispo episcopal estadounidense y leal al rey Jorge III, le advierte al pueblo sobre los peligros de la revolución, lo que Hamilton desestima ("Farmer Refuted"). El rey Jorge III aparece paralelamente cantando en solitario e imponiendo su soberanía, poder y negación de la independencia de Estados Unidos ("You'll Be Back"). En medio de las batallas acontecidas en Nueva York y Nueva Jersey a cargo de George Washington, este le ofrece a Hamilton la posición de ayudante de campo en vez de comandante de campo, lo que él realmente quería. Hamilton acepta el puesto considerándose el segundo al mando de Washington ("Right Hand Man"). En el baile de invierno de Philip Schuyler ("A Winter's Ball"), Hamilton conoce, se enamora y posteriormente se casa con Elizabeth (Eliza) Schuyler ("Helpless"). Su hermana Angelica queda devastada, pero decide dejar de lado sus propios sentimientos hacia Hamilton en pos de la felicidad de su hermana ("Satisfied"). Tras la boda, Burr y Hamilton se felicitan mutuamente por sus éxitos ("The Story of Tonight (Reprise)") mientras Burr reflexiona sobre el rápido ascenso de Hamilton al tiempo que considera su propia carrera, más cautelosa, así como su aventura con Theodosia, la esposa de un oficial británico ("Wait For It").
Mientras la situación empeora para el Ejército Continental ("Stay Alive"), Hamilton ayuda como padrino a Laurens en el duelo contra Charles Lee, comandante en jefe, quién insulta a Washington ("Ten Duel Commandments"). Laurens hiere a Lee sin matarlo y Hamilton es suspendido de la batalla por Washington, para enviarlo a casa ("Meet Me Inside"). Al llegar, Eliza le revela que está embarazada de su primer hijo y le pide a Hamilton bajar el ritmo y agradecer lo que tienen en la vida ("That Would Be Enough"). A pesar de la alegría que le conlleva, para Hamilton no es suficiente. Luego de que Lafayette convence a Francia de apoyar la revolución americana, convence a Washington para llamar de vuelta a Hamilton para la última Batalla de Yorktown ("Guns and Ships"). Washington le explica a Hamilton, que está convencido de que debe morir como un mártir en batalla, que debe ser cuidadoso con sus acciones y que de igual forma su nombre pasará a la historia, muera en batalla o no ("History Has Its Eyes On You"). En la batalla de Yorktown, Hamilton se reúne con Lafayette y le revela que Mulligan está trabajando como espía en el ejército inglés ("Yorktown (The World Turned Upside Down)"). Luego de la victoria en Yorktown, se declara la Independencia de los Estados Unidos. El Rey Jorge III aparece de forma paralela aceptando la derrota, dudando de la capacidad de Estados Unidos de no depender más del Reino Unido ("What Comes Next?"), y Lafayette regresa a Francia a ayudar al pueblo con su propia revolución. 
Nace el hijo de Hamilton, Philip, al mismo tiempo que la hija de Burr, Theodosia, y ambos aseguran que harán todo lo posible por protegerlos ("Dear Theodosia"). Hamilton recibe la noticia de que Laurens fue asesinado en una batalla sin sentido luego de que ganaran la guerra, lo que produce que para evitar el dolor se enfoque en su trabajo ("The Laurens Interlude/Tomorrow There'll Be More Of Us"). Hamilton escribe la mayor parte de los ensayos federalistas para promover la ratificación de la Constitución de los Estados Unidos y es elegido como Secretario del Tesoro de los Estados Unidos por el electo presidente George Washington. Eliza le ruega a Hamilton que se quede con ella, pero se va con Washington. Angelica, luego de casarse, se muda a Londres con su esposo, de quien declara que no supera en ningún aspecto a Hamilton, pero al menos la mantendrá económicamente cómoda el resto de su vida ("Non-Stop").

### Segundo acto
El segundo acto, aparte de ser depresivo, comienza con el regreso de Thomas Jefferson a Estados Unidos luego de haber trabajado como embajador en Francia. Jefferson vuelve a su hogar en Monticello, Virginia, para ser llamado inmediatamente por el presidente para integrar el gabinete de la presidencia como secretario de Estado ("What I'd Miss"). Virginia, al sur de Estados Unidos, es un estado esclavista, lo que provoca el desdén de Hamilton, quien rechaza la esclavitud. En 1789, Jefferson y Hamilton tienen un debate en una asamblea del gabinete, donde se discuten las reformas económicas impuestas por Hamilton, las cuales incluyen la fundación del Primer Banco de los Estados Unidos, lo cual Jefferson rechaza al significar que Virginia debe cubrir las deudas del país ("Cabinet Battle #1"). Washington aparta a Hamilton para decirle que debe buscar la forma de convencer al Congreso, o pedirán su destitución en el cargo. 
Eliza y la familia van de vacaciones con el padre de esta (Philip Schuyler), pero Hamilton continúa trabajando arduamente en un acuerdo para el Congreso. Eliza le pide que tome un descanso para dedicarse a su familia, pero Hamilton no acepta ("Take a Break"). Pasado un tiempo, Hamilton comienza un affair amoroso con Maria Reynolds, pero es chantajeado monetariamente por el esposo de esta para mantener el secreto ("Say No To This"). Hamilton, Jefferson y James Madison llegan a un acuerdo en 1790 luego de una cena privada, donde acuerdan colocar la capital del país en forma permanente a orillas del Río Potomac. Burr es consumido por la envidia del poder de Hamilton ("The Room Where It Happens") y cambia de partido político para alcanzar más poder al entender que nunca superará a Hamilton en su mismo partido. Burr vence al suegro de Hamilton, Philip Schuyler en la elección del senado y toma su puesto, convirtiéndolo ahora en su rival ("Schuyler Defeated").
En un segundo debate, Jefferson y Hamilton discuten sobre si Estados Unidos debe o no apoyar a Francia en su conflicto con el Reino Unido. Jefferson señala que cuando Francia aceptó ayudar a Estados Unidos por su independencia, no pidieron a cambio territorio, solo pidieron su futura ayuda en el conflicto. Hamilton, por su parte, señala que el país no se encuentra en condiciones de poder ayudar a Francia militarmente. George Washington toma partido por Hamilton y decide que el país debe permanecer neutral ("Cabinet Battle #2"). Debido a esto, Jefferson, Madison y Burr deciden unir fuerzas para encontrar una manera de desacreditar a Hamilton ("Washington on Your Side"). Jefferson renuncia a su puesto y decide comenzar una campaña presidencial. Washington decide no volver a presentarse a la presidencia y retirarse, para lo cual Hamilton lo asiste en escribir un discurso de despedida ("One Last Time"). 
John Adams toma el lugar de Washington y se convierte en el segundo presidente de los Estados Unidos, lo cual llega a oídos del Rey George ("I Know Him"). Al llegar al poder, Adams despide a Hamilton, a quien se refiere como un "bastardo criollo". Hamilton responde con una fuerte crítica ("The Adams Administration"). Hamilton es acusado de hacer malversación de fondos luego de descubrirse que existen múltiples cheques a diferentes cuentas bancarias y es enfrentado por Jefferson, Madison y Burr. ("We Know"). Ante la posibilidad de que se haga público, Hamilton decide aclarar el asunto, revelándoles el affair con Maria Reynolds y el chantaje de su marido, pero aclarando que el dinero es suyo y no del estado. Les pide guardar el secreto, el cual termina siendo divulgado de igual manera. Hamilton decide hacer público el mismo su affair ("Hurricane"), y publica un panfleto explicando todo lo ocurrido ("The Reynolds Pamphlet") Esto daña de gran manera su matrimonio y deja a Eliza descorazonada ("Burn"). Philip, el hijo de Hamilton, se bate a duelo con un compañero de universidad, George Eacker, luego de que escucha cómo difama a su padre ("Blow Us Away"). Hamilton le pide a su hijo que se presente al duelo pero no dispare y, en su lugar, apunte hacia arriba, con lo que disuadiría al otro de dispararle. Philip es herido en el duelo y muere ("Stay Alive (Reprise)"). Esto produce que Hamilton y Eliza se reencuentren y, ante el dolor, se reconcilien ("It's Quiet Uptown").
Comienza la campaña presidencial por las elecciones de 1800, donde los candidatos son Jefferson y Burr. Ante un muy probable empate, el pueblo pide saber a quién apoyará Hamilton. Este señala que, a pesar de que no ha coincidido nunca con Jefferson y no comparte sus ideas, lo apoyará ya que Jefferson tiene ideales claros a diferencia de Burr, que los cambia acorde a sus intereses ("The Election of 1800"). Esto produce que Jefferson gane la elección presidencial y sea electo como el tercer presidente de los Estados Unidos. Burr espera desempeñarse como su vicepresidente, ya que la ley establece que el segundo lugar ocupará ese cargo; pero Jefferson se burla de él y decide cambiar la ley, dejando a su amigo Madison en su lugar. En medio de una inminente ira, Burr reta a duelo a Hamilton en un intercambio de cartas, al señalar que todo su fracaso se debe a Hamilton ("Your Obedient Servant"). Él acepta el duelo, diciendo que no lo desea, pero que no se disculpará ya que considera que él no es el culpable de su situación, sino la falta de ideales de Burr. Hamilton escribe una última carta rápidamente mientras Eliza le pide que vuelva a la cama ("Best of Wives and Best of Women"). Burr y Hamilton se dirigen a Weehawken, Nueva Jersey, el mismo lugar donde su hijo Philip se batió a duelo.
Burr piensa sobre los hechos que condujeron al duelo y que uno de ellos deberá morir. Luego de comenzado el duelo, Hamilton y Burr disparan, pero Hamilton dispara al cielo de manera intencional. Mientras, el tiempo se detiene y Hamilton reflexiona sobre su legado. Burr hiere fatalmente a Hamilton, convencido de que iba a disparar. En la carta póstuma de Hamilton, deja establecido que desde un comienzo decidió no disparar a Burr. Hamilton muere al lado de Eliza y Angelica. Burr lamenta que, aunque sobrevivió, será recordado como el villano que asesinó a Hamilton ("The World Was Wide Enough"). 
El musical cierra con Madison y Jefferson reflexionando sobre Hamilton y luego habla Eliza, mostrando como mantuvo vivo el legado de su esposo cincuenta años más hasta su muerte a través de encuentros con veteranos, consiguiendo fondos para el Monumento a Washington, hablando en contra de la esclavitud y estableciendo el primer orfanato privado de la ciudad de New York ("Who Lives, Who Dies, Who Tells Your Story")..

## Roles y reparto
| Personaje                                | Vassar Workshop (2013) | Off-Broadway (2015)    | Reparto original de Broadway (2015) | Diciembre del 2016   | Chicago (2016)      |
| ---------------------------------------- | ---------------------- | ---------------------- | ----------------------------------- | -------------------- | ------------------- |
| Alexander Hamilton                       | Lin-Manuel Miranda     | Lin-Manuel Miranda     | Lin-Manuel Miranda                  | Javier Muñoz         | Miguel Cervantes    |
| Aaron Burr                               | Utkarsh Ambudkar       | Leslie Odom Jr.        | Leslie Odom Jr.                     | Brandon Victor Dixon | Joshua Henry        |
| Eliza Schuyler Hamilton                  | Ana Nogueira           | Phillipa Soo           | Phillipa Soo                        | Lexi Lawson          | Arianna Afsar       |
| Angelica Schuyler Church                 | Anika Noni Rose        | Renée Elise Goldsberry | Renée Elise Goldsberry              | Mandy González       | Karen Olivo         |
| Marqués de La Fayette / Thomas Jefferson | Daveed Diggs           | Daveed Diggs           | Daveed Diggs                        | Seth Stewart         | Chris De'Sean Lee   |
| George Washington                        | Christopher Jackson    | Christopher Jackson    | Christopher Jackson                 | Nicholas Christopher | Jonathan Kirkland   |
| Rey Jorge III                            | Joshua Henry           | Brian d'Arcy James     | Jonathan Groff                      | Rory O'Malley        | Alexander Gemignani |
| John Laurens / Philip Hamilton           | Javier Muñoz           | Anthony Ramos          | Anthony Ramos                       | Jordan Fisher        | Jose Ramos          |
| Peggy Schuyler / Maria Reynolds          | Presilah Nunez         | Jasmine Cephas Jones   | Jasmine Cephas Jones                | Alysha Deslorieux    | Samantha Marie Ware |
| Hercules Mulligan / James Madison        | Joshua Henry           | Okieriete Onaodowan    | Okieriete Onaodowan                 | Okieriete Onaodowan  |                     |

El reparto original de Broadway también participó en la versión de película en 2020.

## Números musicales
| - «Alexander Hamilton» - «Aaron Burr Sir» - «My Shot» - «The Story of Tonight» - «The Schuyler Sisters» - «Farmer Refuted» - «You´ll be Back» - «Right Hand Man» - «A Winter's Ball» - «Helpless» - «Satisfied» - «The Story of Tonight (Reprise)» - «Wait for It» - «Stay Alive» - «Ten Duel Commandments» - «Meet Me Inside» - «That Would be Enough» - «Guns and Ships» - «History Has its Eyes on You» - «Yorktown (The World Turned Upside Down)» - «What Comes Next?» - «Dear Theodosia» - «Tomorrow There'll Be More of Us (Laurens Interlude)» - «Non-stop» | - «What'd I Miss?» - «Cabinet Battle #1» - «Take a Break» - «Say No to This» - «The Room Where it Happens» - «Schuyler Defeated» - «Cabinet Battle #2» - «Washington on Your Side» - «One Last Time» - «I Know Him» - «The Adams Administration» - «We Know» - «Hurricane» - «The Reynolds Pamphlet» - «Burn» - «Blow us All Away» - «Stay Alive (reprise)» - «It's Quiet Uptown» - «The Election of 1800» - «Your Obedient Servant» - «Best of Wives and Best of Women» - «The World Was Wide Enough» - «Who Lives, Who Dies, Who Tells Your Story» |

## Personajes

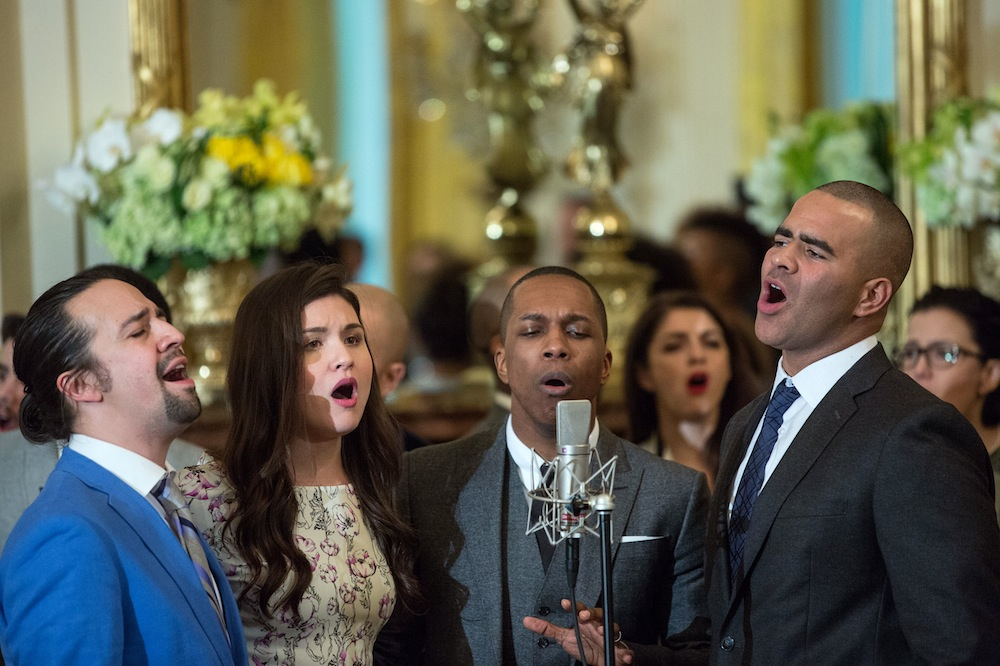
Miembros del elenco interpretando selecciones musicales en la Casa Blanca, 2016. De izquierda a derecha: Lin-Manuel Miranda, Phillipa Soo, Leslie Odom Jr., y Christopher Jackson.

- Alexander Hamilton: comienza como un joven impulsivo con grandes metas que llega a ser el primer Tesorero del Estado de los Estados Unidos. Huérfano, tenaz y muy trabajador pero terco y con un gran sentido de la justicia y el honor. Lo que más desea es dejar un buen legado tras él.
- Aaron Burr: el antagonista principal. Amigo de Hamilton en un principio, se acaba convirtiendo en su asesino por sus propias diferencias. Burr es sosegado, cauteloso y paciente, lo cual provoca que en muchas ocasiones se quede atrás.
- Elizabeth Schuyler Hamilton: la mediana de las hermanas Schuyler. Se casa con Hamilton, de quien está profundamente enamorada. Vemos cómo su corazón se rompe tras el engaño de Hamilton. Es cariñosa y altruista. Tras la muerte de su marido, continúa su legado.
- Angelica Schuyler: hermana mayor de Eliza. Una mujer con carácter y una gran inteligencia. En un principio, se enamora de Hamilton, pero renuncia a él tras ver el amor que siente su hermana.
- George Washington: primer presidente de los Estados Unidos y una figura muy importante en la vida de Hamilton.
- George III: caricaturización del rey inglés Jorge III, que perdió las colonias estadounidenses en la Guerra de Independencia de los Estados Unidos.
- Marqués de La Fayette: buen amigo de Hamilton y pieza crucial en la guerra que liberó las colonias estadounidenses.
- Thomas Jefferson: representado en el segundo acto por el mismo actor que hace del Marqués de La Fayette, es otro de los antagonistas de Hamilton, con quien tiene muchos enfrentamientos. Llega a ser el tercer presidente de los Estados Unidos.
- Hercules Mulligan: amigo de Hamilton que participó en la guerra.
- James Madison: representado por el actor de Hercules Mulligan en el segundo acto. Compañero de Jefferson y enemigo de Hamilton por igual. Cuarto presidente.
- John Laurens: el amigo más cercano de Hamilton. Joven rebelde con un gran sentido de la justicia.
- Phillip Hamilton: representado por el mismo actor de John Laurens en el segundo acto. Primer hijo de Hamilton y Eliza. Impulsivo como su padre.
- Peggy Schuyler: la hermana más pequeña. Apenas aparece pero podemos ver una joven inocente, dulce y aniñada.
- Maria Reynolds: representada en el segundo acto por la misma actriz que hace de Peggy Schuyler, es la mujer con la que Hamilton tiene una aventura. Su marido extorsionó a Hamilton a cambio de no contar el engaño amoroso. Hamilton, para limpiar su nombre, decide publicarlo todo por él mismo.